# De groene Christus
De groene Christus of Bretoense kruisweg is een schilderij van de Franse postimpressionistische schilder Paul Gauguin, dat zich bevindt in het Koninklijke Musea voor Schone Kunsten van België in Brussel. Gauguin schilderde het werk in 1889 in de kunstenaarskolonie Pont-Aven. Het wordt, naast Gauguins 'De gele Christus', beschouwd als een sleutelwerk in de symbolistische schilderkunst en is een van de hoogtepunten in het werk van de schilder.
Voor het werk liet hij zich inspireren door de calvarie van Nizon.

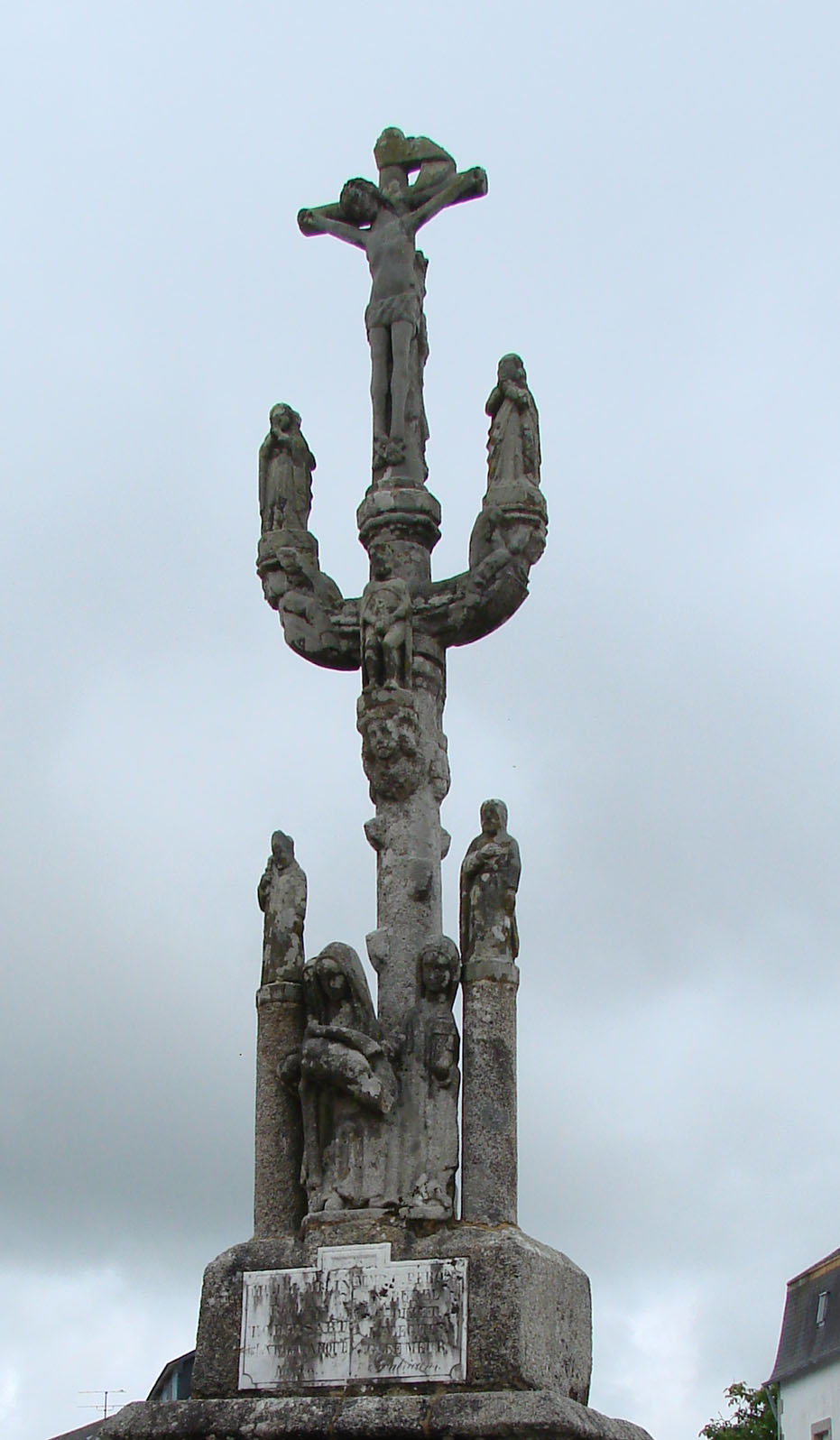
Calavarie in Nizon (Finisterre) Frankrijk

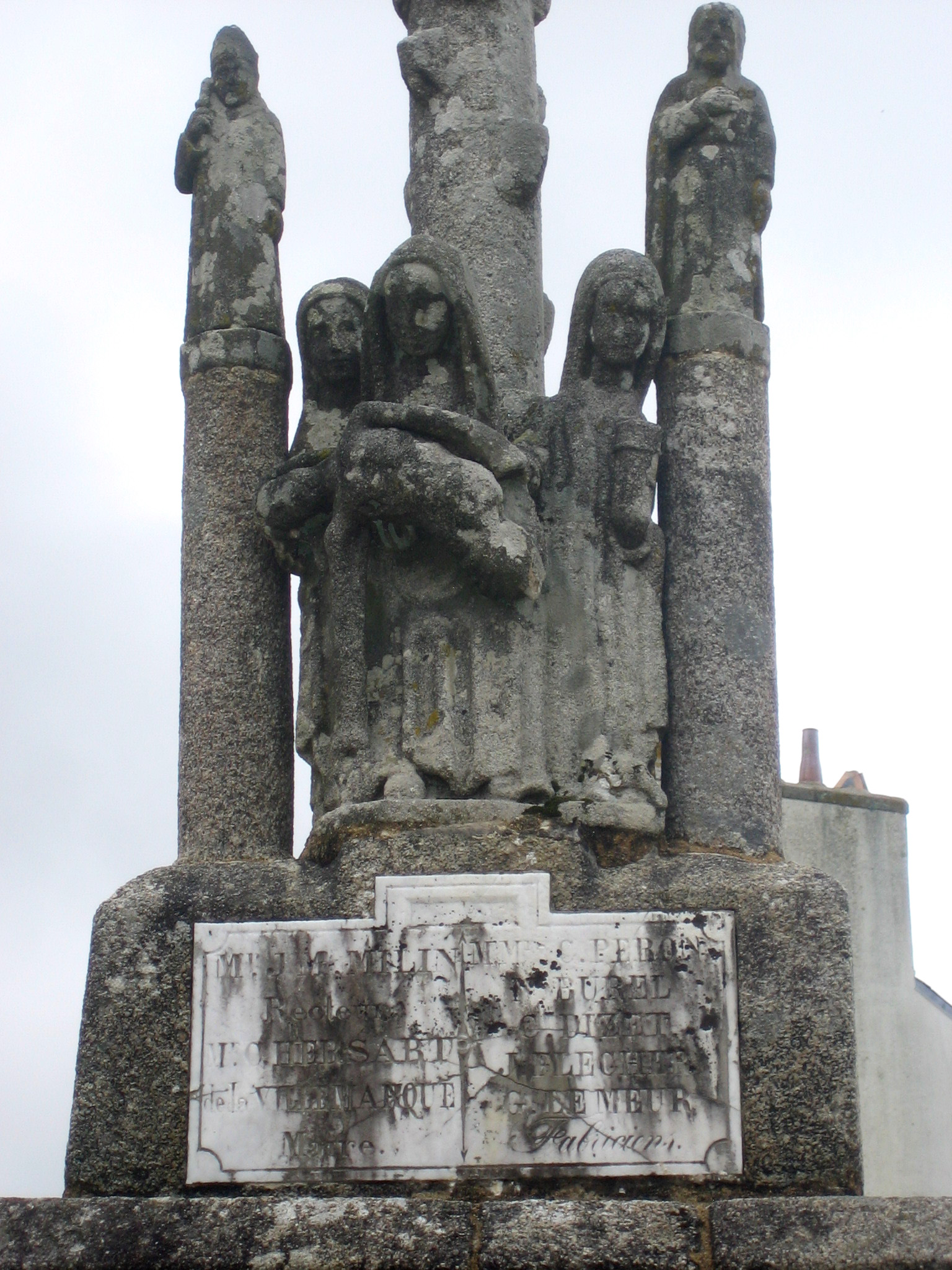
Calavarie in Nizon (Finisterre) Frankrijk Detail

De blauwe daken, Rouen (1884) · Het visioen na de preek (1888) · De zonnebloemenschilder (1888) · De groene Christus (1889) · De gele Christus (1889) · Parau Parau (Het gesprek) (1891) · Tahitiaanse vrouwen op het strand (1891) · Vahine no te tiare (Vrouw met een bloem) (1891) · Fatata te Mouà (Aan de voet van een berg) (1892) · Arii Matamoe (Het koninklijke einde) (1892) · Nafea faa ipoipo (Wanneer ga je trouwen?) (circa 1892) · Eu haere ia oe (Waar ga je heen?) (1893) · Het witte paard (1898)